# چخوراوبه
چخوراوبه (به ترکی آذربایجانی: Çuxuroba) یک منطقهٔ مسکونی در جمهوری آذربایجان است که در شهرستان خاچماز واقع شده‌است.